# أحمد أيوب ترك أصلان
أحمد أيوب تُرك أصلان (11 أيلول/سبتمبر 1994 – 6 شباط/فبراير 2023) كانَ حارس مرمى تركي في صفوفِ فريقه يني ملطية سبور، كما دافعَ عن ألوان عددٍ من الفرق التركيّة من قبل على غرار عثمانلي سبور و‌عمرانية سبور. فارقَ أحمد الحياة عقبَ الزلزال الذي ضربَ تركيا في السادس من شباط/فبراير من عام 2023.

## المسيرة الرياضيّة
بدأ أحمد أيوب ترك أصلان مسيرته الرياضيّة الاحترافيّة مع نادي بقساسبور عام 2013، ثم أُعير لفترة قصيرة إلى نادي عثمانلي سبور في الموسم الكروي 2016–2017. ظهر لأول مرة معَ فريقه الجديد عثمانلي سبور في المباراة التي خسرها فريقه برباعيّة نظيفة أمام بشكطاش في الثالث من حزيران/يونيو 2017. وقَّعَ أحمد رسميًا مع عثمانلي سبور بعد انتهاء فترة الإعارة، وظلَّ معه لمدة ثلاثة مواسم قبل قبل أن ينتقلَ إلى نادي عمرانية سبور في عام 2020. وقَّعَ في الموسم الموالي عقدًا معَ ناديه الجديد يني ملطية سبور وذلك لموسمٍ واحدٍ فقط.

## الوفاة
وردَ في السادس من شباط/فبراير 2023 أنَّ ترك أصلان محاصرٌ تحت مبنى سكني انهارَ بالكامل بعد الزلزال الذي ضربَ تركيا وسوريا. نفى في البدايةِ رئيس النادي، حاجي أحمد يمان بعضَ المزاعم التي كانت قد انتشرت وأفادَت بوفاته، حيثُ أكَّد قال أن عمليات الإنقاذ لا تزالُ جارية. أُنقذت زوجته فعلًا من تحتِ الأنقاض لكنّه ظلَّ عالقًا هناك، فطلبت المساعدة على وسائل التواصل الاجتماعي مؤكّدةً غيابَ الحفارات أو الرافعات في الموقع المنهار. تمكَّنت فرق الإنقاذ في وقتٍ لاحق من يوم السابع من فبراير من انتشال جثته مفارقًا للحياة. جديرٌ بالذكرِ أنّ أحمد كان يبلغُ من العمر 28 سنةً فقط وقت وفاته.